# ستيفن دياز (تنس)
ستيفن دياز (بالإنجليزية: Steven Diez)‏ مواليد 17 مارس 1991 في تورونتو، هو لاعب كرة مضرب كندي سابق وكان يلعب باليد اليمنى. أعلى تصنيف له في الفردي كان المركز الـ 191 في سنة 2014. أعلى تصنيف له في الزوجي كان المركز الـ 334 في سنة 2011.

## روابط خارجية
- ستيفن دياز على موقع رابطة محترفي التنس (الإنجليزية)
- ستيفن دياز على موقع الاتحاد الدولي لكرة المضرب (الإنجليزية)
- ستيفن دياز على موقع كأس ديفيز (الإنجليزية)
- ستيفن دياز على موقع خلاصة التنس.كوم (الإنجليزية)
- ستيفن دياز على موقع إي إس بي إن.كوم (الإنجليزية)